# Les Sims 4 : Monde magique
Les Sims 4 : Monde magique (The Sims 4 : Realm of Magic) est le huitième pack de jeu du jeu vidéo de simulation de vie Les Sims 4. Il est sorti le 10 septembre 2019 sur PC et le 15 octobre 2019 sur PS4 et Xbox One. Les Sims 4 : Monde magique est inspiré du pack d'extension Les Sims : Abracadabra.  

## Description
Dans le pack de jeu Les Sims 4 : Monde magique, les joueurs peuvent jouer des personnages contrôlant la magie, appelés jeteurs de sorts, dans un nouveau monde magique. Il existe 4 grandes écoles de magie : la magie pratique, la magie malicieuse, la magie indomptée et l'alchimie. Les jeteurs de sorts peuvent apprendre de nouvelles recettes de potions et sortilèges dans chacune de ces écoles de magie, et se servir de leurs connaissances pour remporter des duels contre d'autre jeteurs de sorts. Les jeteurs de sorts peuvent également adopter des familiers magiques qui leur donneront confiance en eux et acheter des balais qui leur permettront de voler.

## Nouveautés
- Nouveau monde : Glimmerbrook
- Nouvelle race : Jeteur de sorts
- Nouvelles aspirations : Sorts et sorcellerie et Préparateur de potions
- Nouvelles tenues
- Nouveaux bijoux, coiffures et accessoires
- Possibilité d'apprendre la magie, divisée en 3 grandes écoles la magie indomptée , la magie pratique et la magie malicieuse
- Possibilité d'avoir des familiers magiques
- Possibilité de préparer des potions et de lancer des sorts

## Accueil
Les Sims 4 : Monde magique a une note moyenne de 85 sur 100 sur le site Metacritic, basée sur 6 avis.